# لاک‌پشت روسی
لاک‌پشت روسی (نام علمی: Testudo horsfieldii) نام یک گونه از تیره لاک‌پشت زمینی است.